# Licht (Stockhausen)

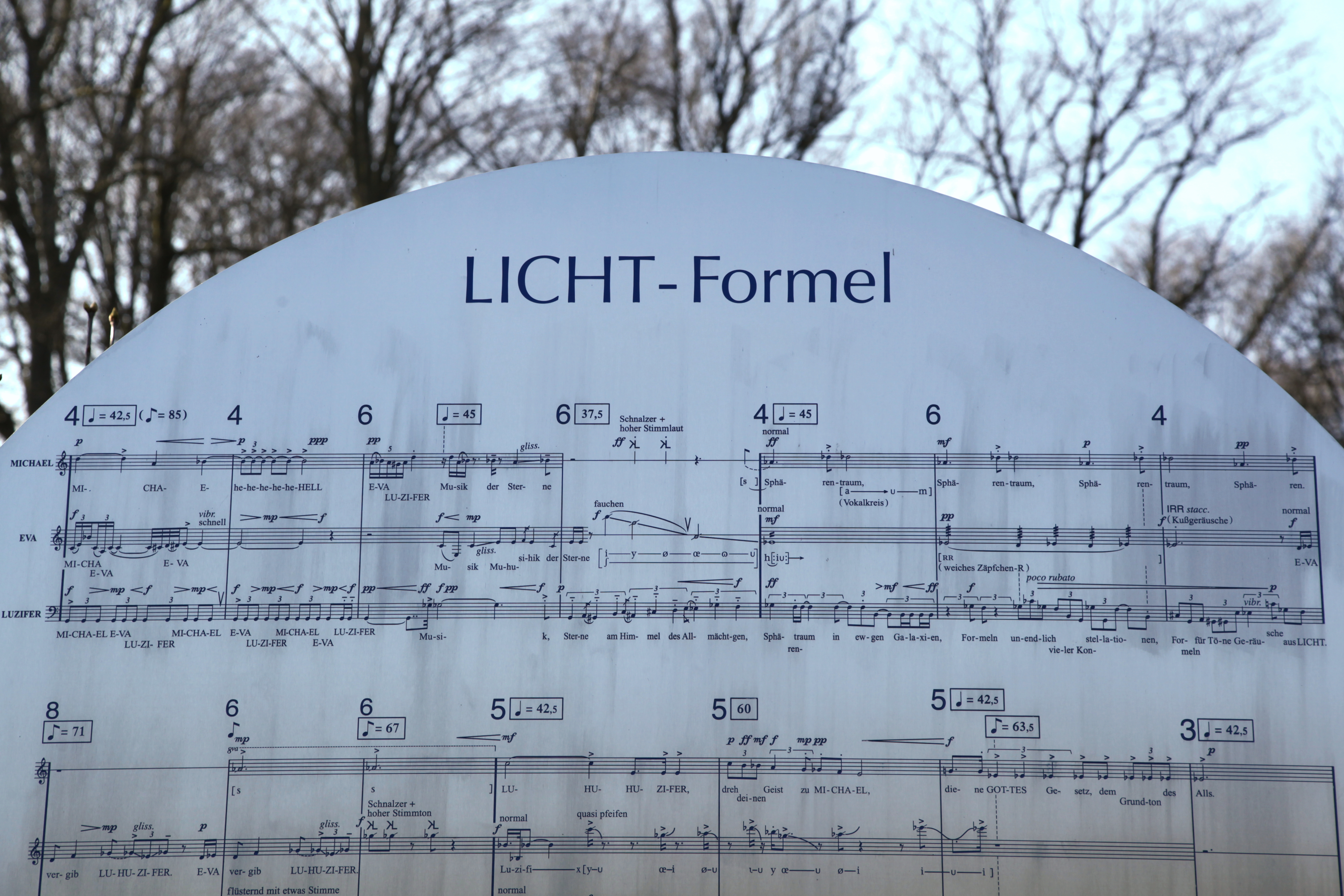
Partition à Kürten.

Pour les articles homonymes, voir Licht (homonymie).
Licht (Lumière), sous-titré « Les Sept Jours de la semaine », est un cycle de sept opéras composé par Karlheinz Stockhausen qui dure au total vingt-neuf heures.

## Origine
Le projet de Licht, d'abord intitulé Hikari (光, « lumière » en japonais), a débuté avec un morceau pour danseurs et orchestre Gagaku commandé par le Théâtre national du Japon à Tokyo. Sous le titre de Jahreslauf (« le cours des années »), cette œuvre est devenue le premier acte de Dienstag. Le compositeur cite aussi l'influence japonaise du théâtre nô pour l'action sur scène. Le cycle s'appuie aussi sur des éléments des traditions judéo-chrétiennes et védiques. Le titre Licht est en partie dû à la théorie de l'Agni (la divinité hindoue du feu) de Sri Aurobindo. Les emblèmes de l'archange Michel, d'Ève et de Lucifer proviennent du Livre d'Urantia qu'il avait acheté lors de son concert avec le Philharmonique de New York en 1971.

## Structure
La structure musicale du cycle se fonde sur trois mélodies principales en contrepoint (ou « formules »), chacune associée à un personnage central. Elle suit la méthode de la superformule : ces mélodies définissent à la fois les centres de tonalité et les durées des scènes comme un tout, de même que le phrasé des mélodies dans leur détail. Les trois personnages centraux sont chacun liés à un instrument : l'archange Michel à la trompette, Eve au cor de basset et Lucifer au trombone.
Le cycle est construit de manière modulable. Non seulement chaque opéra se suffit à lui-même, mais chaque acte, scène voire portion de scène se suffit à soi-même. Ces modules peuvent être des segments (par exemple les onze soli instrumentaux de Mittwoch), des couches (par exemple la couche électronique Oktophonie dans Dienstag ou la pièce pour piano XIII de la première scène de  Samstag (Luzifers Traum) qui omet la voix de basse), ou une combinaison des deux (par exemple le sextuor vocal Menschen, hört et le Bassetsu-Trio, strates de la scène « Karusel » de Michaelion, quatrième scène de Mittwoch). 

## Journées
Cycle des jours de la semaine, auquel Karlheinz Stockhausen consacra plus de vingt-cinq ans de sa vie, de 1977 à 2003, Licht (Lumière) est une liturgie, un rituel engageant entièrement artistes et spectateurs, une somme symbolique, englobant bien des religions et empruntant à quantité de cérémonies spirituelles et artistiques du monde, une cérémonie, ingénue parfois, mais rigoureusement ordonnée, de sons, de mots, de gestes, de couleurs, de minéraux, de végétaux... 
Les sept opéras sont nommés d'après un jour de la semaine, dont les sujets reflètent les attributs associés à chaque jour dans la mythologie. Ces attributs sont à leur tour liés aux sept planètes de l'Antiquité classique : lundi pour la Lune, mardi pour Mars, mercredi pour Mercure, jeudi pour Jupiter, vendredi pour Vénus, samedi pour Saturne et dimanche pour le Soleil.
Chaque opéra est composé de la formé élaborée du segment de la superformule correspondant au jour, construit par superposition d'une ou plusieurs lignes de la superformule comprimée sur la longueur du segment.  

### Donnerstag aus Licht(Jeudi, 1978-1980)
La semaine, qui n’a pas été composée dans l’ordre, se découpe en trois jours où domine un seul personnage, les trois « duos » possibles et une unique journée « en trio ». À chaque journée correspond une planète, une couleur, un élément, un métal, une pierre précieuse... Une structure s’avère néanmoins commune à tous les pans du cycle : un salut et un adieu, encadrant de deux à quatre scènes ou actes – trois dans le cas de Jeudi. Il repose sur un livret de Stockhausen, mais emprunte également, pour ses chœurs, à des écrits intertestamentaires : l’Ascension de Moïse, l’Apocalypse de Baruch et le Testament de Lévi. C’est le jour de Michaël, de Jupiter, à l’éclat de bleu (couleur fondamentale), de pourpre et de violet (couleurs secondaires). Le Salut, en trois parties, est joué depuis un balcon ou une tribune, à l’entrée du théâtre ou dans le foyer, avant le début de la représentation. L’œuvre s’ouvre ensuite par l’autobiographie, point de départ d’une gigantesque spirale qui mène le soi à Dieu : au premier acte, en trois scènes sans interruption, Stockhausen évoque la pauvreté de sa famille, les valeurs religieuses et artistiques que lui transmettent ses parents, la mort en bas âge de son frère Hermann-Josef et la dépression de sa mère, Gertrud Stupp, internée en 1932, et qui s’adresse à Michaël : « Mon fils du ciel, reste toujours fidèle à la musique », avant d’être victime de la politique d'extermination des adultes handicapés physiques et mentaux par le régime nazi. Son père, Simon, instituteur, mourra soldat. Michaël s’éprend d’une femme-oiseau, puis, chanteur, trompettiste et danseur, réussit son examen d’admission au Conservatoire, décrivant son enfance du point de vue de la mère, du père et de lui-même. Le deuxième acte est un concerto pour trompette (Michaël) et orchestre (le monde). Composé d’octobre 1977 à août 1978, avec Markus Stockhausen, trompettiste, fils du compositeur, il est en neuf parties : Entrée, Formule, Départ, Voyage aux sept stations (Allemagne, New York, Japon, Bali, Inde, Afrique centrale, Jérusalem), Arrêt, Mission, Raillerie, Mise en croix, Ascension. Les personnages en sont Michaël, Eva sous les traits de la Jeune fille des étoiles (cor de basset), un couple clownesque d’hirondelles (deux clarinettes, aussi cor de basset) et des pingouins du Pôle Sud (orchestre). Un voyage autour du globe, dans un sens, puis dans l’autre. Ou le monde comme musique. 
Titres des parties :
Donnerstag-Gruss (Salut de jeudi) ;
Acte I : Michaels Jugend (la jeunesse de Michael) : Kindheit (enfance); Mondeva ; Examen ;
Acte II : Michaels Reise um die Erde (le voyage de Michael autour de la terre) ;
Acte III : Michaels Heimkehr (le retour de Michael) : Festival ; Vision.

### Samstag aus Licht(Samedi, 1981-1983)
Samstag aus Licht est le jour de Lucifer : jour de la mort, de la danse de mort, de l’adieu et du passage à la lumière. Écrit entre 1981 et 1984, l’opéra ressemble à une longue et mystérieuse prière, qu’articulent un salut et quatre scènes dédiées au frère ennemi de Michaël : sa rêverie, sa mort feinte, la danse de son visage et ses adieux. 
Titres des parties
Salut : Samstags - Gruss (Luzifers - Gruss)
Scène 1 : Luzifers Traum, oder Klavierstück XIII (le rêve de Lucifer, ou pièce pour piano XIII)
Scène 2 : Kathinkas Gesang als Luzifers Requiem (le chant de Kathinka, ou requiem de Lucifer)
Scène 3 : Luzifers Tanz (la danse de Lucifer)
Scène 4 : Luzifers - Abschied (l'adieu de Lucifer)

### Montag aus Licht(Lundi, 1984-1988)
Lundi est une « cérémonie musicale de vénération de la mère » et une « célébration de la naissance et de la renaissance de l’humanité ». L’eau, source de vie, liquide matriciel, s’y infiltre sous de multiples formes : mer, pluie, grêle, glace, vapeur, eau distillée, terre humide à l’herbe verdoyante, sculpture d’eau vitreuse, nuage... Composée pour un effectif pléthorique (quatorze voix solistes, six solistes instrumentaux, acteur, chœur, chœur d’enfants avec solistes, orchestre moderne et électronique), l’œuvre s’inscrit dans la spirale qu’est Licht, symbole de croissance et de continuité entre l’ici-bas et l’au-delà, dénotant moins le progrès historique que l’élévation spirituelle, l’accès à la connaissance ultime et l’aspiration à l’éternel. 
Titres des parties
Salut : Montags - Gruss (salut du lundi)
Acte I : Evas Erstgeburt
In Hoffnung (espérance)
Heinzelmännchen (les nains)
Geburts - Arien (arias de naissance)
Knabengeschrei (cris de garçons)
Luzifers Zorn (la colère de Lucifer
Das Grosse Geweine (les grandes lamentations)
Acte II : Evas Zweitgeburt
Mädchenprozession (procession des jeunes filles)
Befruchtung mit Klavierstück (conception avec pièce pour piano)
Wiedergeburt (renaissance)
Evas Lied (la chanson d'Ève)
Acte III : Evas Zauber
Botschaft (message)
Der Kinderfänger (le ravisseur d'enfants)
Entführung l'enlèvement
Adieu : Montag - Abschied

### Dienstag aus Licht(Mardi, 1977–1991)
Après Jeudi qui présente le personnage de Michaël et contient un troublant récit de la jeunesse du compositeur, après Samedi qui montre le caractère libre et imprévisible de Lucifer, Mardi traite du conflit entre ces deux archanges. Selon Maxime Pascal, directeur musical du Balcon, "Michaël est associé à la joie de l’enfance et à l’amour du temps humain, tandis que Lucifer porte en lui le chaos et perturbe l’ordre naturel. Ces deux personnages-mélodies s’opposent dans un affrontement fraternel, cosmique mais avant tout musical. Cette dualité est le cœur de l’opéra, on assiste à une guerre acoustique entre les personnages dont les armes sont la mélodie, le rythme, le timbre, le geste et le mouvement du son dans l’espace. L’opéra se conclut par l’arrivée du Fou, un personnage fou de musique, de sons électroniques et de synthétiseurs. Au son de ses claviers, comme devant la lyre d’Orphée, les monstres s’adouciront et les soldats déposeront les armes. Stockhausen était convaincu que la musique transforme les hommes et les rend meilleurs."
Titres des parties
Salut : Willkommen mit Friedens-Gruss (accueil avec salut de paix)
Acte I : Jahreslauf (la course des années)
Acte II : Invasion - Explosion mit Abschied (invasion-explosion avec adieu)

### Freitag aus Licht(Vendredi, 1991-1994)
Vendredi est l’œuvre de la tentation, celle d’Eva, partagée entre Michaël et Lucifer, convaincue tantôt par l’un, tantôt par l’autre, et les comprenant tous deux. « Je veux traduire en musique les tentations humaines archétypiques. C’est tout d’abord la tentation d’utiliser le corps comme un instrument de musique. Mais aussi les variantes : échanger les corps humains, faire des expériences inhabituelles avec le corps sont des tentations essentielles chez l’homme. Porter attention au corps lui-même, comme le fait un compositeur avec un instrument. La tentation de se transformer me fascine également. Une situation musicale est ainsi transformée en une autre (à des degrés très divers) : le vocal en instrumental, l’instrumental en électronique, l’électronique en situation sonore surréaliste... J’essaierai de réaliser simultanément en un même espace plusieurs scènes sonores très différentes, et reliées l’une à l’autre par des passerelles, des ponts non seulement musicaux, mais également physiques, qui permettent aux éléments de s’échanger, de se multiplier... », déclarait Karlheinz Stockhausen, alors même qu’il entreprenait la composition. 
Titres des parties
Freitags - Gruss (salut du vendredi)
Freitag - Versuchung (tentation du vendredi)
Freitags - Abschied (adieu du vendredi)

### Mittwoch aus Licht(Mercredi, 1995-1997)
Mercredi est l’opéra de la coopération, de la réconciliation et de l’alliance des trois protagonistes de Licht. Son élément est l’air, ce qui influence l’écriture des quatre scènes : celles-ci ne sont pas reliées par une trame narrative mais possèdent une relation commune à l’idée d’unité. La musique du Mercredi propose une ouverture : ouverture de la salle de concert, multiplication des espaces pour un même temps musical et vision d’une musique « volante », produite par des musiciens élevés dans les airs. 
Titres des parties
Salut : Mittwochs - Gruss (salut du mercredi)
Scène 1 : Welt - Parlament (le parlement du monde)
Scène 2 : Orchester - finalisten (les finalistes d'orchestre)
Scène 3 : Helikopter-Streichquartett (quatuor à cordes avec hélicoptères)
Scène 4 : Michaelion 
Adieu : Mittwochs-Abschied (adieu du mercredi)

### Sonntag aus Licht(Dimanche, 1998-2003)
Dernière journée du cycle Licht, Dimanche scelle l’union mystique du souverain de l’univers, Michaël, et de la mère cosmique, Ève, qui enfantera Lundi de lumière, en un continuel recommencement de la semaine. Sa couleur est l’or ; ses qualités spirituelles, la volonté et la force ; ses corps célestes, le système solaire et les planètes en orbite autour de son étoile. D’un caractère plus rituel et méditatif que dramatique, l’œuvre se divise en cinq scènes et un adieu. 
Titres des parties
Scène 1. Lichter - Wasser (lumières-eaux)
Scène 2. Engel - Prozessionen (processions d'anges)
Scène 3. Licht-Bilder (tableaux de lumière)
Scène 4. Düfte - Ziechen (parfums-signes)
Scène 5. Hoch - Zeiten für Orchester (mariages pour orchestre)
Scène 5. (bis) Hoch - Zeiten für Chor (mariages pour chœur)
Adieu : Sonntags - Abschied (adieu du dimanche)

## Productions et enregistrements
La composition du cycle Licht, débutée en 1977, s’est achevée en 2003. Stockhausen, au début de l'écriture du cycle, pensait que cela le mènerait jusqu'en 2002. Stockhausen a supervisé la création de cinq des sept opéras (Jeudi, Samedi, Lundi, Mardi, Vendredi). En ce qui concerne Mercredi et Dimanche, il a créé chaque scène individuellement ; mais les opéras dans leur entièreté ont été créés après sa mort. L'intégralité de Licht dure environ vingt-neuf heures. 
Jeudi, composé entre 1978 et 1980, a été créé au Teatro alla Scala le 3 avril 1981, mis en scène par Luca Ronconi. Dans ce même théâtre, Karlheinz Stockhausen a créé Samedi, composé entre 1981 et 1983 et créé le 25 mai 1984 dans une mise en scène de Luca Ronconi, et Lundi, composé entre 1984 et 1988 et créé le 7 mai 1988 dans une mise en scène de Michaël Bogdanov. Mardi, composé entre 1977 (pour le premier acte) et 1989-1992 (pour le reste), a été créé le 28 mai 1993 à l'Opéra de Leipzig, mis en scène par Johannes Conen et Uwe Wand. Vendredi, composé entre 1991 et 1994, a été créé le 12 septembre 1996 à l'Opéra de Leipzig, dans une mise en scène de Uwe Wand et Johannes Conen. Les deux dernières créations ne respectent pas l'ordre d'écriture, puisque Dimanche, écrit entre 1998 et 2003, a été créé en 2011 à l'Opéra de Cologne, mis en scène par Carlus Padrissa ; et Mercredi, écrit entre 1995 et 1997, a été créé le 22 août 2012 par la Birmingham Opera Company, mis en scène par Graham Vick.
Jeudi a été repris en 1985 à Covent Garden, à Londres. Lundi a été repris au Théâtre des Champs-Elysées en 1988, dans le cadre du Festival d'Automne à Paris avec une mise en scène de Graham Vick. 
En 2016, Jeudi a fait l'objet d'une nouvelle production au Theater Basel, dirigée par Titus Engel, mise en scène par Lydia Steier.   
En 2019, l’Opéra National des Pays-Bas a proposé une immersion de trois jours dans Licht, intitulée aus LICHT. Cette production regroupait des extraits du cycle correspondant aux sept jours, totalisant environ quinze heures de performance. Les représentations ont eu lieu du 31 mai au 2 juin, du 4 au 6 juin et du 8 au 10 juin. 
En 2018, la compagnie française Le Balcon et son directeur musical Maxime Pascal ont entrepris une intégrale du cycle. En 2018, Jeudi a été joué à l’Opéra-Comique, mis en scène par Benjamin Lazar ; en 2019, Samedi a été présenté à la Philharmonie de Paris, mis en scène par Damien Bigourdan et Nieto. En 2020, quelques jours avant le second confinement lié au Covid-19, Mardi a été interprété à la Philharmonie de Paris avec la même équipe. En 2022, Vendredi a été présenté à l’Opéra de Lille, mis en scène par Silvia Costa. En 2023, Dimanche a été présenté à la Philharmonie de Paris sous la direction de Ted Huffman. Les deux dernières journées de cette intégrale seront joués en 2025 (Lundi, mis en scène par Silvia Costa) et en 2026 (Mercredi).
Licht n'a encore jamais été présenté dans sa continuité, dans la durée d'une semaine. 
En juin 2024, cinq extraits de la musique électronique de Licht ont été présentés au Park Avenue Armory à New York.
La discographie complète de Licht, sous la direction de Karlheinz Stockhausen, est disponible aux éditions Stockhausen-Verlag. L’intégralité du cycle a été diffusée en série sur la radio SWR2 entre 2001 et 2007, commentée par le compositeur en conversation avec Reinhard Ermen.
Certains extraits de Licht ont depuis fait l'objet de parutions au disque, comme le Klavierstück XII (extrait de Jeudi) dans l'album Light de Vanessa Benelli Mosell, Klarinette aus Orchester Finalisten (extrait de Mercredi) dans l'album Contemporary Clarinet (2016) de Michele Marelli, ou Pietà (extrait de Mardi) dans l'album 61 1/2 de Musikfabrik. 

### Lectures complémentaires
- Dirmeikis, Paul. Le Souffle du temps. Quodlibet pour Karlheinz Stockhausen [La Seyne-sur-Mer] : Éditions Telo Martius, 1999  (ISBN 2-905023-37-6)
- Michel Rigoni, Stockhausen. Un vaisseau lancé vers le ciel, 2e édition, coll. « Musique de notre temps — compositeurs », les Éditions du IIIe millénaire, 1998  (ISBN 2911906020)